# 张念一
张念一（?—?），清朝康熙年间反清领袖，又名一念和尚，浙东大岚山（今浙江省宁波市境内）农民起义首领。康熙四十八年（1709年），张念一和朱永祚写信时，称大明天德年号，刑部奏康熙帝，得旨朱永祚凌迟处死。张念一和钱宝通逃亡朝鲜。